# Viviana Vizzini
Viviana Vizzini (Caltanissetta, 6 de junio de 1993) es una modelo italiana, conocida por ser la ganadora de Miss Universo Italia 2020.

## Biografía
De Sicilia se mudó a Londres, Inglaterra y luego a España.
Se graduó en contabilidad y se graduó en Ciencias de la Comunicación y Marketing Digital en la Universidad Telemática e-Campus. Le apasiona el modelaje y es influencer, presentadora y filántropa.

## Concurso de belleza
El 21 de diciembre de 2020, Vizzini se coronó en el concurso Miss Universo Italia 2020 y sucedió a Sofia Trimarco. Como Miss Universo Italia, Vizzini representó a Italia en Miss Universo 2020.

## Televisión
- Hombres y mujeres (Canale 5, 2018) - Corteggiatrice
- Miss Universo 2020 (Telemundo, 2020) - Concursante
- ¡Vamos otro! (Canale 5, 2022) - Supplente